# Рабинович, Исаак Моисеевич (популяризатор науки)
Исаак Моисеевич Рабинович (латыш. Īzaks Rabinovičs; 1 сентября 1911, Креславка, Витебская губерния — 6 ноября 1977, Рига) — латвийский советский историк и популяризатор математики.

## Биография
Родился в семье аптекарского помощника Моисея Тувьевича Рабиновича (1882—1941) и Марии Самуиловны Рабинович, которые приходились друг другу двоюродными братом и сестрой. Во время Первой мировой войны семья жила в Петрограде и вернулась в Краславу в 1918 году, затем до 1921 года жила в Орле. Отец был заместителем городского главы Краславы Луциана Гжибовского (1921—1926), а в 1927—1932 годах сам был городским главой; он же автор герба Краславы — серебряной лодки с пятью вёслами на синем фоне.
В 1927 году окончил среднюю школу в Краславе и поступил на механический факультет Латвийского университета в Риге. Был активистом Бунда и членом его социал-демократического союза «Цукунфт» (будущее). За участие в забастовке в 1933 году был арестован, а после освобождения в 1934 году поступил на воинскую службу. После демобилизации в 1937 году вернулся в университет — на этот раз на физико-математический факультет. С началом Великой Отечественной войны эвакуировался с женой в Киров, 28 августа 1941 года был призван в сформированный 1-й латышский стрелковый полк, после ранения в 1942 году был переведён в медицинскую часть, служил на Степном фронте (1943), затем старшим рентгенотехником 2-го Украинского фронта в Румынии и Венгрии, и закончил войну в Богемии. Награждён орденом Красной Звезды (1945). Окончил университет уже после мобилизации в звании старшего техника-лейтенанта в августе 1945 года. Его родители и младший брат Самуил (Александр) были убиты в 1941 году в ходе истребления еврейского населения в Эзерниеках.
После окончания университета был оставлен преподавателем там же, затем до конца жизни работал научным сотрудником Радиоастрофизической обсерватория Академии наук Латвийской ССР. Был постоянным сотрудником журнала «Zvaigžņotā Debess», где публиковались его статьи по истории математики и астрономии и популяризации этих научных дисциплин. Занимался также историей математики в Латвии, большинство работ были опубликованы на латышском языке.

## Семья
- Жена (с 1940 года) — Дора Борисовна Рабинович (урождённая Альперович; 1912, Поставы — 1985, Рига), бухгалтер. 
  - Сын — Владимир Рабинович (род. 1941), программист.
- Двоюродный брат (по отцу и по матери) — Михаил Моисеевич Ботвинник, шахматист[8].
- Сын двоюродной сестры (патологоанатома Лии Александровны Рабинович) — Михаил Леонидович Громов, математик.
- Сын двоюродного брата — Александр Жанович Бергман (1925—2016), латвийский адвокат и общественный деятель.

## Публикации
- А. Д. Мышкис, И. М. Рабинович. Первое доказательство теоремы о неподвижной точке при непрерывном отображении шара в себя, данное латышским математиком П. Г. Болем // Успехи математических наук. — Российская академия наук, 1955. — Т. 10, № 3. — С. 188—192.
- И. М. Рабинович. О так называемых «проник-числах» и «проник-корнях». // Вопросы истории физико-математических наук. М.: Высшая школа, 1963.
- А. Д. Мышкис, И. М. Рабинович. Математик Пирс Боль из Риги. С приложением комментария М. М. Ботвинника «О шахматной игре П. Г. Боля». Рига: Зинатне, 1965. — 99 с.
- I. Rabinovičs. No laika rēķinu vēstures. Рига: Zinātne, 1967. — 112 с.
- И. М. Рабинович. Строптивая производная. Рига: Зинатне, 1968. — 83 с.
- И. М. Рабинович. Из истории первых учебников арифметики на латышском языке. Курляндский астролог Георг Крюгер. Организатор высшего математического образования в Латвии Эдгар Лейниек и его работы по геометрии треугольника // Из истории естествознания и техники Прибалтики / Академия наук Латвийской ССР, Латвийское объединение историков естествознания и техники. Рига: Зинатне, 1968[9].
- И. М. Рабинович. О ятроматематиках. Историко-математические исследования. Вып. XIX. М., 1974. С. 223—230.